# Atletika na Letních olympijských hrách 1996 – 100 metrů ženy
Běh na 100 metrů žen na Letních olympijských hrách 1996 se uskutečnil ve dnech 26. července a 27. července na Olympijském stadionu v Atlantě. 

## Výsledky finálového běhu
| *                | jméno               | země                   | čas   |
| ---------------- | ------------------- | ---------------------- | ----- |
| Zlatá medaile    | Gail Deversová      | Spojené státy americké | 10,94 |
| Stříbrná medaile | Merlene Otteyová    | Jamajka                | 10,94 |
| Bronzová medaile | Gwen Torrenceová    | Spojené státy americké | 10,96 |
| 4                | Chandra Sturrupová  | Bahamy                 | 11,00 |
| 5                | Marina Trandenková  | Rusko                  | 11,06 |
| 6                | Natalja Voronovová  | Rusko                  | 11,10 |
| 7                | Mary Onyaliová      | Nigérie                | 11,13 |
| 8                | Žanna Pintusevyčová | Ukrajina               | 11,14 |